# Entomophthora richteri
Entomophthora richteri är en svampart som först beskrevs av Bres. & Staritz, och fick sitt nu gällande namn av Bubák 1906. Entomophthora richteri ingår i släktet Entomophthora och familjen Entomophthoraceae.   Inga underarter finns listade i Catalogue of Life.